# 霍普夫不变量
在数学特别是代数拓扑学中，霍普夫不变量（英語：Hopf invariant）是球面之间某些映射的一个同伦不变量。

## 历史
1931年海因茨·霍普夫利用克利福德平行（Clifford parallel）构造了霍普夫映射 {\displaystyle \eta \colon S^{3}\to S^{2}}，并通过利用圆周 
{\displaystyle \eta ^{-1}(x),\eta ^{-1}(y)\subset S^{3}} 对任意 {\displaystyle x\neq y\in S^{2}} 的环绕数（=1），证明了 {\displaystyle \eta } 是本质的，即不同伦于常值映射。随后证明了同伦群 {\displaystyle \pi _{3}(S^{2})} 是由 {\displaystyle \eta } 生成的无限循环群。1951年，让-皮埃尔·塞尔证明了对一个奇数维球面（{\displaystyle n} 奇）有理同伦群 {\displaystyle \pi _{i}(S^{n})\otimes \mathbb {Q} } 是零除非 i = 0 或 n。但对一个偶数维球面（{\displaystyle n} 偶），在 {\displaystyle 2n-1} 次处多出一个无限循环同伦。对此有一种有趣的看法：

## 定义
设 {\displaystyle \phi \colon S^{2n-1}\to S^{n}} 是一个连续映射（假设 {\displaystyle n>1}）。则我们可以构造胞腔复形
{\displaystyle C_{\phi }=S^{n}\cup _{\phi }D^{2n},}
这里 {\displaystyle D^{2n}} 是 {\displaystyle 2n}-维圆盘通过 {\displaystyle \phi } 贴上一个 {\displaystyle S^{n}}。
胞腔链群 {\displaystyle C_{\mathrm {cell} }^{*}(C_{\phi })} 在度数 {\displaystyle n} 只是由 {\displaystyle n}-胞腔自由生成，故它们在度数 0、{\displaystyle n} 与 {\displaystyle 2n}是 {\displaystyle \mathbb {Z} }，其余都是零。胞腔（上）同调是该链复形的（上）同调，因为所有边缘同态必然是零（注意到 {\displaystyle n>1}），上同调是
{\displaystyle H_{\mathrm {cell} }^{i}(C_{\phi })={\begin{cases}\mathbb {Z} &i=0,n,2n,\\0&{\mbox{otherwise}}.\end{cases}}}
记这些上同调群的生成元为
{\displaystyle H^{n}(C_{\phi })=\langle \alpha \rangle } 与 {\displaystyle H^{2n}(C_{\phi })=\langle \beta \rangle .}
因为维数原因，这些类之间的所有杯积除了 {\displaystyle \alpha \smile \alpha } 一定都是平凡的。从而作为一个环，上同调是
{\displaystyle H^{*}(C_{\phi })=\mathbb {Z} [\alpha ,\beta ]/\langle \beta \smile \beta =\alpha \smile \beta =0,\alpha \smile \alpha =h(\phi )\beta \rangle .}
整数 {\displaystyle h(\phi )} 是映射 {\displaystyle \phi } 的霍普夫不变量。

## 性质
定理：{\displaystyle h\colon \pi _{2n-1}(S^{n})\to \mathbb {Z} } 是一个同态。进一步，如果 {\displaystyle n} 是偶数，则 {\displaystyle h} 映到 {\displaystyle 2\mathbb {Z} }。
对霍普夫映射霍普夫不变量是 {\displaystyle 1}（这里 {\displaystyle n=1,2,4,8}，分别对应于实可除代数 {\displaystyle \mathbb {A} =\mathbb {R} ,\mathbb {C} ,\mathbb {H} ,\mathbb {O} }，而二重覆叠 {\displaystyle S(\mathbb {A} ^{2})\to \mathbb {PA} ^{1}} 将球面上的一个方向送到它生成的子空间）。只有这些映射的霍普夫不变量是 1，这是最先由弗兰克·亚当斯（Frank Adams）证明的一个定理，后来迈克尔·阿蒂亚利用 K-理论重新给出了证明。

## 推广到稳定映射
可以定义一种非常一般的霍普夫不变量概念，但需要一些同伦论知识预备：
设 {\displaystyle V} 表示一个向量空间而 {\displaystyle V^{\infty }} 是其单点紧化，即对某个 {\displaystyle k} 有 {\displaystyle V\cong \mathbb {R} ^{k}} 而 {\displaystyle V^{\infty }\cong S^{k}}。如果 {\displaystyle (X,x_{0})} 是任意带基点的空间（在上一节中不明确），如果我们去无穷远点为 {\displaystyle V^{\infty }} 的基点，则我们可以构造楔积 {\displaystyle V^{\infty }\wedge X}。
现在令 {\displaystyle F\colon V^{\infty }\wedge X\to V^{\infty }\wedge Y} 是一个稳定映射，即在约化垂纬函子下稳定。{\displaystyle F} 的（稳定）几何霍普夫不变量是
{\displaystyle h(F)\in \{X,Y\wedge Y\}_{\mathbb {Z} _{2}}}，
是从 {\displaystyle X} 到 {\displaystyle Y\wedge Y} 映射的稳定 {\displaystyle \mathbb {Z} _{2}}-等变同伦群中一个元素。这里稳定意为“在垂纬下稳定”，即通常等变同伦群在 {\displaystyle V} 上（或 {\displaystyle k}，如果你愿意）的正向极限；而 {\displaystyle \mathbb {Z} _{2}}-作用是 {\displaystyle X} 的平凡作用与交换 {\displaystyle Y\wedge Y} 中两个因子。如果我们令 {\displaystyle \Delta _{X}\colon X\to X\wedge X} 表示典范对焦映射而 {\displaystyle I} 是恒等，则霍普夫不变量由下式定义：
{\displaystyle h(F):=(F\wedge F)(I\wedge \Delta _{X})-(I\wedge \Delta _{Y})(I\wedge F).}
这个映射原本是从 {\displaystyle V^{\infty }\wedge V^{\infty }\wedge X} 到 {\displaystyle V^{\infty }\wedge V^{\infty }\wedge Y\wedge Y} 的映射，但在正向极限之下它成为映射的稳定同伦 {\displaystyle \mathbb {Z} _{2}}-等变群的典型元素。
也有一个非稳定版本的霍普夫不变量 {\displaystyle h_{V}(F)}，为此我们必须考虑向量空间 {\displaystyle V}。